# سارایا
سارایا (به لاتین: Saraya Department) یک منطقهٔ مسکونی در سنگال است که در کدوگو واقع شده‌است. سارایا ۵۰٬۷۲۴ نفر جمعیت دارد.